# Кузьминовка (Давлекановський район)
Кузьми́новка (рос. Кузьминовка, башк. Кузьминовка) — присілок у складі Давлекановського району Башкортостану, Росія. Входить до складу Кадиргуловської сільської ради.
Населення — 41 особа (2010; 49 в 2002).
Національний склад:
- чуваші — 72 %